# Краснянское сельское поселение (Орловская область)
Краснянское се́льское поселе́ние — муниципальное образование в Колпнянском районе Орловской области Российской Федерации.
Административный центр — село Красное.

## История
Статус и границы сельского поселения установлены Законом Орловской области от 19 ноября 2004 года № 448-ОЗ «О статусе, границах и административных центрах муниципальных образований на территории Колпнянского района Орловской области».

## Население
| 2010 | 2012 | 2013 | 2014 | 2015 | 2016 | 2017 |
| ---- | ---- | ---- | ---- | ---- | ---- | ---- |
| 743  | ↘698 | ↘667 | ↘641 | ↘615 | ↘607 | ↘581 |
| 2018 | 2019 | 2020 | 2021 | 2023 |      |      |
| ↘560 | ↗561 | ↘538 | ↗655 | ↘649 |      |      |

## Состав сельского поселения
| №  | Населённый пункт  | Тип населённого пункта       | Население |
| -- | ----------------- | ---------------------------- | --------- |
| 1  | Агарково          | деревня                      | 14        |
| 2  | Андреевка         | деревня                      | ↘43       |
| 3  | Борисовка Вторая  | деревня                      | 16        |
| 4  | Борисовка Первая  | деревня                      | 1         |
| 5  | Грязное           | деревня                      | 28        |
| 6  | Евтифеевка Вторая | деревня                      | 0         |
| 7  | Евтифеевка Первая | деревня                      | 1         |
| 8  | Красное           | село, административный центр | ↘397      |
| 9  | Мисайлово         | село                         | ↘196      |
| 10 | Ново-Яковлевка    | деревня                      | 11        |
| 11 | Сомово            | деревня                      | ↘35       |

### Упразднённые населённые пункты
- Алексеевка (Колпнянский район) — упразднённая в 2004 году деревня[14].
- Гречик— упразднённая в 2004 году деревня[14].
- Гулиевка — упразднённая в 2004 году деревня[14].
- Круглый — упразднённый в 2004 году посёлок[14].